# Plinia ilhensis
Plinia ilhensis är en myrtenväxtart som beskrevs av Graziela Maciel Barroso. Plinia ilhensis ingår i släktet Plinia och familjen myrtenväxter. Inga underarter finns listade i Catalogue of Life.